# Bedre tider
Bedre tider er det 12. studiealbum af den danske sangerinde Lis Sørensen, der udkom den 3. marts 2017 på Sony Music. Om albummet har Lis Sørensen udtalt: "Jeg har været meget på landevejen de seneste år, og der kommer man helt ind i maskinrummet på de sange, som fungerer godt. Man finder et groove og en grund-feeling og får dermed en klar respons fra publikum. Det har jeg taget udgangspunkt i. Drivkraften har klart været at skabe 10 sange, som jeg vil nyde at slippe løs til koncerterne".
Thomas Treo fra Ekstra Bladet gav albummet fire ud af seks stjerner, og skrev at Lis Sørensen "fremstår oprigtigt nærværende i en stribe meningsfulde kærlighedssange, og på klædelig vis forsøger hun aldrig at løbe fra sin alder."

## Spor
| #   | Titel                | Tekst                              | Musik                                                                         | Producer(e)                    | Længde |
| --- | -------------------- | ---------------------------------- | ----------------------------------------------------------------------------- | ------------------------------ | ------ |
| 1.  | "Uerstattelig"       | Elisabeth G. Nielsen               | Mich Hansen, Kasper Larsen, James Newman, Sylvester Sivertsen, Rachel Moulden | S. Sivertsen                   | 4:42   |
| 2.  | "Den du er"          | Lis Sørensen                       | Kasper Winding, Adiam Dymott                                                  | Søren Mikkelsen, Jan Sivertsen | 4:22   |
| 3.  | "Gamle fester"       | Sørensen, Marie Key                | S. Sivertsen, Marie Key                                                       | Mikkelsen, J. Sivertsen        | 4:07   |
| 4.  | "Bedre tider"        | Christoffer Gregersen              | Gregersen                                                                     | Mikkelsen                      | 3:56   |
| 5.  | "Frit fald"          | Sørensen, Gregersen                | Gregersen                                                                     | Mikkelsen                      | 3:37   |
| 6.  | "Indeni"             | Sørensen, Mads Bjørn               | Sørensen, Bjørn                                                               | Bjørn, Mikkelsen               | 5:14   |
| 7.  | "Findes i os"        | Sørensen, Bjørn, Kristian Humaidan | Sørensen, Bjørn, Humaidan                                                     | Bjørn, Mikkelsen               | 3:44   |
| 8.  | "Igennem"            | Gregersen                          | Emil Falk, S. Sivertsen, Gregersen                                            | Falk, S. Sivertsen             | 4:16   |
| 9.  | "Din stemme"         | Nils Torp                          | Sørensen, Poul Halberg                                                        | Mikkelsen                      | 4:16   |
| 10. | "Savner dig lige nu" | Sørensen                           | Sørensen, S. Sivertsen                                                        | S. Sivertsen                   | 4:37   |

## Hitliste
| Hitliste (2017)        | Højeste placering |
| ---------------------- | ----------------- |
| Danmark (Album Top-40) | 3                 |